# سهر البنات (فلم)
سهر البنات فيلم مصري إنتاج عام 2005.

## قصة الفيلم
تدور أحداث الفيلم في إطار إجتماعى حول الصحفي حسن والصحفية نعيمه اللذين يتفقان على العمل سويا لتحقيق حلم حياتهم بسبق صحفى كبير فهو يريد كشف أكبر شبكة دعارة تمارس نشاطها في مصر، وهي تريد كشف قضايا الفساد وغسيل الأموال وتتطور الأمور والأحداث عندما يعلمان بأن المعلم جمعه بائع الفراخ ما هو إلا فريد بيه أبو اليزيد صاحب أحد الملاهي الليلية الذي يستغل فقر بنات حارته ويزج بهن في ملاهيه لاصطياد رجال الأعمال وتتعقد الأمور أكثر وأكثر عندما يتضح لهم بأن جمعة على علاقة بمنظمات أجنبية مهمتها نشر الإيدز بين الشباب.

## بطولة
- جيهان قمري
- خالد محمود
- عبد الله مشرف
- ميمي جمال
- شهد
- أمل إبراهيم
- رحاب الجمل
- تامر سمير
- حسن الديب
- نادية العراقية

## روابط خارجية
- مقالات تستعمل روابط فنية بلا صلة مع ويكي بيانات